# Разведка по открытым источникам
Разве́дка по откры́тым исто́чникам (англ. Open source intelligence, OSINT) — разведывательная дисциплина, включающая в себя поиск, выбор и сбор разведывательной информации из общедоступных источников, а также её анализ и систематизацию.
В разведывательном сообществе термин «открытый источник разведывательных данных» (англ. open information source) указывает на общедоступность источника (в отличие от секретных источников и источников с ограниченным использованием), но он не связан с понятием «источник информации» (англ. open source information; OSIF), означающий любую находящуюся в пространстве СМИ информацию. Это понятие не тождественно «публичной разведке» (англ. public intelligence). Также его не стоит путать с понятием «открытое программное обеспечение» (англ. open-source software).
По утверждениям аналитика ЦРУ Шермана Кента 1947 года, политики получают из открытых источников до 80 процентов информации, необходимой им для принятия решений в мирное время. Позднее генерал-лейтенант Самуэль Уилсон, который был руководителем РУМО США в 1976—1977 годах, отмечал, что «90 процентов разведданных приходит из открытых источников и только 10 — за счёт работы агентуры».

## История
История OSINT начинается с формирования в декабре 1941 года Службы мониторинга зарубежных трансляций (англ. Foreign Broadcast Monitoring Service, FBMS) в Соединённых Штатах Америки для изучения иностранных трансляций. Сотрудники службы записывали коротковолновые передачи на пластиковые диски, после чего отдельные материалы переписывались и переводились, а затем отправлялись в военные ведомства и подавались в формате еженедельных докладов. Классическим примером работы FBMS является получение информации об успешности проведения бомбардировок на вражеские мосты путём получения и анализа изменения цен на апельсины в Париже. 
Пик разведки по открытым источникам пришёлся на начало XXI века, с появлением интернета и социальных сетей разведка по ним стала очень простой. Чаще всего деятели занимались анализом и расследованиями в ходе вооружённых конфликтов. Особое внимание привлекла война в Донбассе, так как у многих жителей Украины и России был доступ в интернет, а также это был первый крупный конфликт при массовой доступности интернета. В нём можно было найти информацию по поиску ключевых слов и вручную. Начали появляться расследовательские группы, такие как CIT и Bellingcat. Проводились расследования о подразделениях, участвующих в войне, и военных преступлениях.
Перед началом вторжения РФ на территорию Украины это были одни из единственных групп, следивших за перемещением техники к границе и эскалацией.
После начала вторжения стали появляться маленькие группы, некоторые из которых переростали в крупные. К примеру, украинский проект Deep State. Большинство имеют каналы в телеграме, часть ведёт деятельность только там, большинство имеют свои карты боевых действий. Возник феномен «Z-военкоров». Большинство каналов занимаются геолоцированием и аналитикой, однако некоторые ведут хакинг и вычисляют данные военных преступников. Из-за большого объёма информации, усталости и неоплачивоемости труда происходят случаи ухода с деятельности.
Также после начала гражданской войны в Сирии, благодаря достаточному количеству материалов, к примеру пропаганды и новостей которые публиковали все стороны, наблюдатели тоже следили и делали расследования. За обстановкой всë ещë наблюдают команды, так как война не закончена.
Другие менее крупные вооружённые конфликты тоже рассматривались, такие как вторая война в Нагорном Карабахе.

## Открытые источники для разведки
- СМИ — газеты, журналы, радио, телевидение.
- Интернет, в частности веб-сообщества и контент, созданный пользователями — социальные сети, видеохостинги, вики-справочники, блоги, веб-форумы[13].
- Публичные отчёты правительства, официальные данные о бюджетах, демографии, материалы пресс-конференций, различные публичные заявления.
- Наблюдения — радиомониторинг, использование общедоступных данных дистанционного зондирования земли и аэрофотосъемок (например, Google Earth).
- Профессиональные и академические отчёты, конференции, доклады, статьи, включая ту литературу, которая относится к «серой»[14].
- В последнее время, в частности в России, OSINT'ом также считают анализ массовых утечек из сервисов и социальных сетей[источник не указан 518 дней].

## Негосударственная разведка
В начале XXI века разведкой по открытым источникам начали заниматься любители-энтузиасты. В дополнение к традиционным источникам открытой информации они используют спутниковые снимки высокого разрешения, находящиеся в открытом доступе, и данные социальных сетей. Одной из первых групп такого рода стала Bellingcat, основанная Э. Хиггинсом в 2014 году. 
Коллектив участвовал в расследовании ряда резонансных событий, таких, как катастрофа Boeing 777 в Донецкой области, катастрофа Boeing 737 под Тегераном и другие.
А современные OSINT-сообщества, такие как OSINT-бджоли уже используют в своей деятельности такие методы, как информационно-психологические операции, геолоцирование, хакинг и другие методы ведения современных, гибридных войн.